# Greatest Hits (Aqua-album)
A Greatest Hits a dán-norvég Aqua együttes legnagyobb slágereket tartalmazó albuma. Az album a 2. legnagyobb slágereket tartalmazó album, azonban ez az első, melyet világszerte megjelentettek. A Cartoon Heroes: Best of Aqua című albumot csak Japánban jelentették meg 2002-ben. A válogatást semmilyen formában nem jelentették meg Észak-Amerikában. A Greatest Hits című album tartalmazza az Aqua két korábbi stúdióalbumának, az Aquarium (1997), és az Aquarius (2000) tizenhat dalának remasterelt változatait, illetve 3 új dalt. A Back to the 80's, valamint a My Mamma Said és a "Live Fast - Die Young" című dalokat. A "Back to the 80's" című dalt 2009. május 25-én jelentették meg, mint az album vezető kislemezét.
Az album "Special Edition" újrakiadása 2009. november 16-án jelent meg Dániában. Ez magában foglalt egy új karácsonyi dalt, a "Spin Me a Christmas" címűt, és a "Be a Man" helyett a "Good Morning Sunshine" hallható az albumon. A kiadás egy DVD-t is tartalmaz, melyet a koppenhágai Tivoli Gardensben rögzítettek 2009. augusztus 7-én. A DVD- hallható egy korábban nem publikált dal a "Shakin'Stevens (Is a Superstar)" című dal, melyet állítólag a zenekar a harmadik stúdióalbumra szánt, azonban ezt átírták "Sucker For a Superstar" címűre, és a Megalomania 2011-ben kiadott albumon található.

## Sikerek
Az album 2009. június 26-i listán debütált az első helyen Dániában, ahol két hétig maradt slágerlistás helyezés. A slágerlistán a harmadik héten a 2. helyre esett, és hat hétig maradt ott, mielőtt elérte augusztus 21-én az első helyet. Az album 39 héten át maradt Top 40-es helyezés. 2009 decemberében az album kétszeres platina helyezést kapott a 60.000 eladott példányszám alapján.

## Kislemezek
A "Back to the 80's" című dalt digitálisan jelentették meg, mint az album vezető kislemeze 2009. május 25-én. Ez volt az első kislemeze a csapatnak 8 év után. A premierje a dán Radio 100FM rádiócsatornán volt először. A dal Dániában első helyezést ért el, még a 2009-es Eurovíziós Daverseny győztes Alexander Rybak "Fairytale" című dalát is háttérbe szorította, és öt hétig volt lista első. A "My Mamma Said" című dalt 2009 novemberében jelentették meg az album 2. kislemezeként.  A dal korábban már szerepelt a dán kislemezlistán, ahol elérte a 11. helyezést az album erős digitális értékesítése miatt. A Special Edition újrakiadáson a "Spin Me a Christma" az album harmadik kislemezeként jelent meg 2009. november 16-án.

## Számlista
| #   | Cím                                         | Producer(ek)                      | Hossz |
| --- | ------------------------------------------- | --------------------------------- | ----- |
| 1.  | Back to the 80's                            | Rasted                            | 3:44  |
| 2.  | My Mamma Said                               | Rasted                            | 3:37  |
| 3.  | Live Fast Die Young                         | Rasted                            | 3:03  |
| 4.  | Happy Boys & Girls (from Aquarium, 1997)    | Johnny Jam Delgado Rasted Norreen | 3:34  |
| 5.  | Barbie Girl (from Aquarium, 1997)           | Jam Delgado Rasted Norreen        | 3:15  |
| 6.  | Around the World (from Aquarius, 2000)      | Rasted Norreen                    | 3:29  |
| 7.  | Doctor Jones (from Aquarium, 1997)          | Jam Delgado Rasted Norreen        | 3:22  |
| 8.  | Aquarius (from Aquarius, 2000)              | Rasted Norreen                    | 4:21  |
| 9.  | Cuba Libre (from Aquarius, 2000)            | Rasted Norreen                    | 3:35  |
| 10. | Lollipop (from Aquarium, 1997)              | Jam Delgado Rasted Norreen        | 3:35  |
| 11. | Cartoon Heroes (from Aquarius, 2000)        | Rasted Norreen                    | 3:39  |
| 12. | Be a Man (from Aquarium, 1997)              | Per Adebratt Tommy Ekman          | 4:21  |
| 13. | My Oh My (from Aquarium, 1997)              | Jam Delgado Rasted Norreen        | 3:23  |
| 14. | Freaky Friday (from Aquarius, 2000)         | Rasted Norreen                    | 3:44  |
| 15. | We Belong to the Sea (from Aquarius, 2000)  | Rasted Norreen                    | 4:17  |
| 16. | Roses Are Red (from Aquarium, 1997)         | Hartmann & Langhoff               | 3:42  |
| 17. | Halloween (from Aquarius, 2000)             | Rasted Norreen                    | 3:49  |
| 18. | Turn Back Time (from Aquarium, 1997)        | Rasted Norreen                    | 4:02  |
| 19. | Goodbye to the Circus (from Aquarius, 2000) | Rasted Norreen                    | 3:59  |

| 1.  | Back to the 80's                            | Rasted                            | 3:44 |
| 2.  | My Mamma Said                               | Rasted                            | 3:37 |
| 3.  | Live Fast Die Young                         | Rasted                            | 3:03 |
| 4.  | Happy Boys & Girls (from Aquarium, 1997)    | Johnny Jam Delgado Rasted Norreen | 3:34 |
| 5.  | Barbie Girl (from Aquarium, 1997)           | Jam Delgado Rasted Norreen        | 3:15 |
| 6.  | Around the World (from Aquarius, 2000)      | Rasted Norreen                    | 3:29 |
| 7.  | Doctor Jones (from Aquarium, 1997)          | Jam Delgado Rasted Norreen        | 3:22 |
| 8.  | Aquarius (from Aquarius, 2000)              | Rasted Norreen                    | 4:21 |
| 9.  | Cuba Libre (from Aquarius, 2000)            | Rasted Norreen                    | 3:35 |
| 10. | Lollipop (from Aquarium, 1997)              | Jam Delgado Rasted Norreen        | 3:35 |
| 11. | Cartoon Heroes (from Aquarius, 2000)        | Rasted Norreen                    | 3:39 |
| 12. | Good Morning Sunshine (from Aquarium, 1997) | Jam Delgado Rasted Norreen        | 4:03 |
| 13. | My Oh My (from Aquarium, 1997)              | Jam Delgado Rasted Norreen        | 3:23 |
| 14. | Freaky Friday (from Aquarius, 2000)         | Rasted Norreen                    | 3:44 |
| 15. | We Belong to the Sea (from Aquarius, 2000)  | Rasted Norreen                    | 4:17 |
| 16. | Roses Are Red (from Aquarium, 1997)         | Hartmann & Langhoff               | 3:42 |
| 17. | Halloween (from Aquarius, 2000)             | Rasted Norreen                    | 3:49 |
| 18. | Turn Back Time (from Aquarium, 1997)        | Rasted Norreen                    | 4:02 |
| 19. | Goodbye to the Circus (from Aquarius, 2000) | Rasted Norreen                    | 3:59 |
| 20. | Spin Me a Christmas                         | Rasted Norreen                    | 3:33 |

| 1.  | Back to the 80s       |  |
| 2.  | Cartoon Heroes        |  |
| 3.  | My Oh My              |  |
| 4.  | Doctor Jones          |  |
| 5.  | Live Fast – Die Young |  |
| 6.  | Turn Back Time        |  |
| 7.  | Shakin' Stevens       |  |
| 8.  | Lollipop              |  |
| 9.  | Aquarius              |  |
| 10. | Freaky Friday         |  |
| 11. | My Mamma Said         |  |
| 12. | Happy Boys & Girls    |  |
| 13. | Barbie Girl           |  |
| 14. | We Belong to the Sea  |  |
| 15. | Goodbye to the Circus |  |
| 16. | Around the World      |  |
| 17. | Roses Are Red         |  |

## Slágerlista és Minősítések
| Slágerlista (2009)                 | Legjobb helyezés |
| ---------------------------------- | ---------------- |
| Dánia Danish Albums Chart          | 1                |
| Norvégia Norwegian Albums Chart    | 7                |
| Svédország Swedish Albums Chart    | 24               |
| Egyesült Királyság UK Albums Chart | 135              |

| Ország               | Minősítés  | Eladások |
| -------------------- | ---------- | -------- |
| Dánia (IFPI Denmark) | 2x platina | 60.000   |

| Régió              | Dátum                | Formátum         |
| ------------------ | -------------------- | ---------------- |
| Dánia              | 2009. június 15.     | Standard edition |
| Dánia              | 2009. november 16.   | Special edition  |
| Egyesült Királyság | 2009. szeptember 14. | Standard edition |
| Európai Unió       | 2009. szeptember 22. | Standard edition |